# تپه چغا کبود
تپه چغا کبود (به کردی: چیاکاو)، مربوط به دوران پیش از تاریخ ایران باستان است و در کرمانشاه، شمال غرب میدان ۱۵ خرداد (لب آب)، محله چغاکبود واقع شده و این اثر در تاریخ ۵ آذر ۱۳۸۰ با شمارهٔ ثبت ۴۳۹۲ به‌عنوان یکی از آثار ملی ایران به ثبت رسیده است.